# ボディ・シェイミング

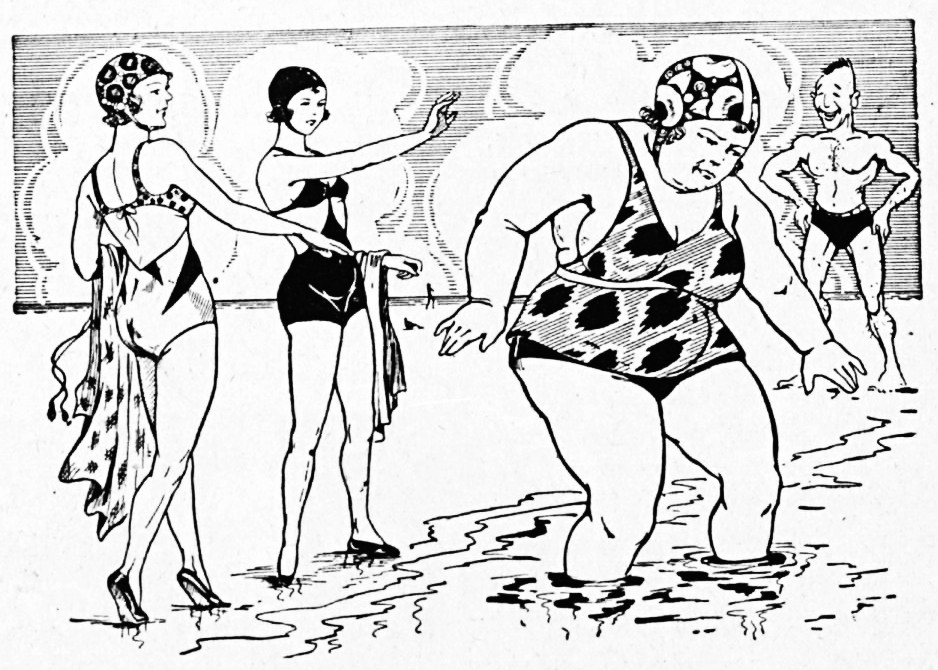
1942年の広告におけるボディ・シェイミング

ボディ・シェイミング（英語: body shaming）とは、他人の容姿について否定的な発言をすることである。体の形状やサイズだけでなく、毛髪、顔立ち、傷痕、あざといった身体的な特徴についての発言も含まれる。心理学博士のサマンサ・デカロによれば、他人の体について「治す」必要があると暗示するような発言を行うことは全て、ボディ・シェイミングであると考えられており、また、こういった振る舞いは精神的虐待に分類されている。
「健康的」に見えなかったり、「理想的な身体」を持っていなかったりする場合、それが男性であれ女性であれ、ボディ・シェイミングの標的となりうる。アメリカ合衆国のハリウッドでは、モデル、女優、男優、アーティストがボディ・シェイミングの標的となっており、その状況にケイト・ウィンスレット、ジェニファー・ローレンス、レナ・ダナムといった著名人が警鐘を鳴らしている。
イギリスの議会による2020年の調査では、成人の61パーセントが自分の身体イメージについて否定的な感情を抱いている、という結果が出た。その中で男性の14パーセント、女性の13パーセントは「非常に否定的」と回答した。

## 関連文献
- Chomet, Natalie (2018). Coping with Body Shaming. Rosen Publishing. ISBN 978-1-5081-7687-9
- Gavilanes, Grace (2021年7月15日). “Every Way Stars Clapped Back at Body Shamers” (英語). People. 2023年10月9日閲覧。
- Warner, Alex (2018年5月28日). “30 Celebrities Who Have Fought Back Against Body Shaming” (英語). Marie Claire. 2023年10月9日閲覧。